# René Gullach
René Gullach (* 1964 in Ballerup Kommune) ist ein ehemaliger dänischer Radrennfahrer.

## Sportliche Laufbahn
Gullach war Bahnradsportler. Bei den UCI-Bahn-Weltmeisterschaften der Junioren 1983 gewann er beim Sieg von Seiko Takashi die Bronzemedaille im Sprint.
1985 gewann er die nationale Meisterschaft im Sprint. Von 1986 bis 1989 konnte er den Titel jeweils erfolgreich verteidigen.